# یممتوو
یممتوو (انگلیسی: Yemmetovo) یک شهرک در شهرستان شارانسکی استان باشقیرستان کشور روسیه است.